# Хлорид золота(I,III)
Хлорид золота(I,III) — бинарное неорганическое химическое соединение золота с хлором, химическая формула Au4Cl8.
В этом соединении золото имеет две разные степени окисления: +1 и +3.
Внешний вид — чёрные кристаллы, хотя оба других хлорида золота AuCl и AuCl3 имеют жёлтый цвет.
Хлорид золота(I,III) светочувствителен, под действием света разлагается.